# Litani (dopływ Maroni)
Litani (lub Itany) – rzeka na granicy Surinamu i Gujany Francuskiej, dopływ Maroni. Przebieg granicy jest dyskusyjny - władze Surinamu roszczą sobie prawo do terenów na wschód od rzeki.